# Thenopa bidens
Thenopa bidens är en fjärilsart som beskrevs av Claude Herbulot 1989. Thenopa bidens ingår i släktet Thenopa och familjen mätare. Inga underarter finns listade i Catalogue of Life.